# ولفگانگ پرینز
ولفگانگ پرینز (انگلیسی: Wolfgang Prinz؛ زادهٔ ۲۴ سپتامبر ۱۹۴۲) دانشمند در زمینه روان‌شناسی شناختی اهل آلمان است.